# 1809 az irodalomban

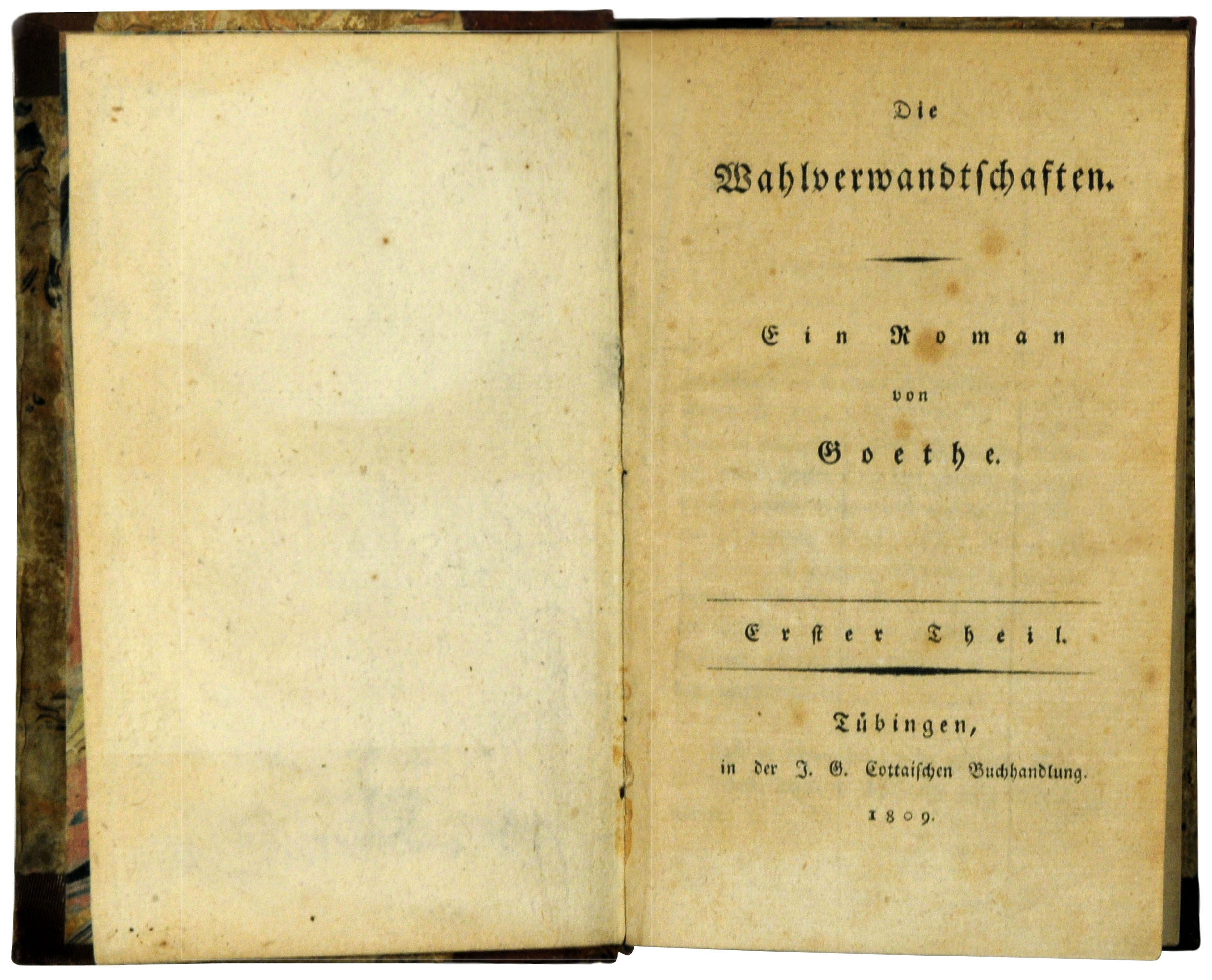
Goethe regénye: Vonzások és választások (1809)

Az 1809. év az irodalomban.

## Megjelent új művek
- Johann Wolfgang von Goethe regénye: Vonzások és választások (Die Wahlverwandtschaften)
- Chateaubriand francia író prózában írt apologetikus műve: Les Martyrs (A vértanúk).
- Washington Irving amerikai író első nagyobb könyve, „szatirikus álkrónikája”:[1] A History of New-York from the Beginning of the World to the End of the Dutch Dynasty, by Diedrich Knickerbocke (New York története a világ kezdetétől a holland dinasztia végéig, Diedrich Knickerbocke-tól). [Diedrich Knickerbocke a könyv kitalált szerzőjének neve.]

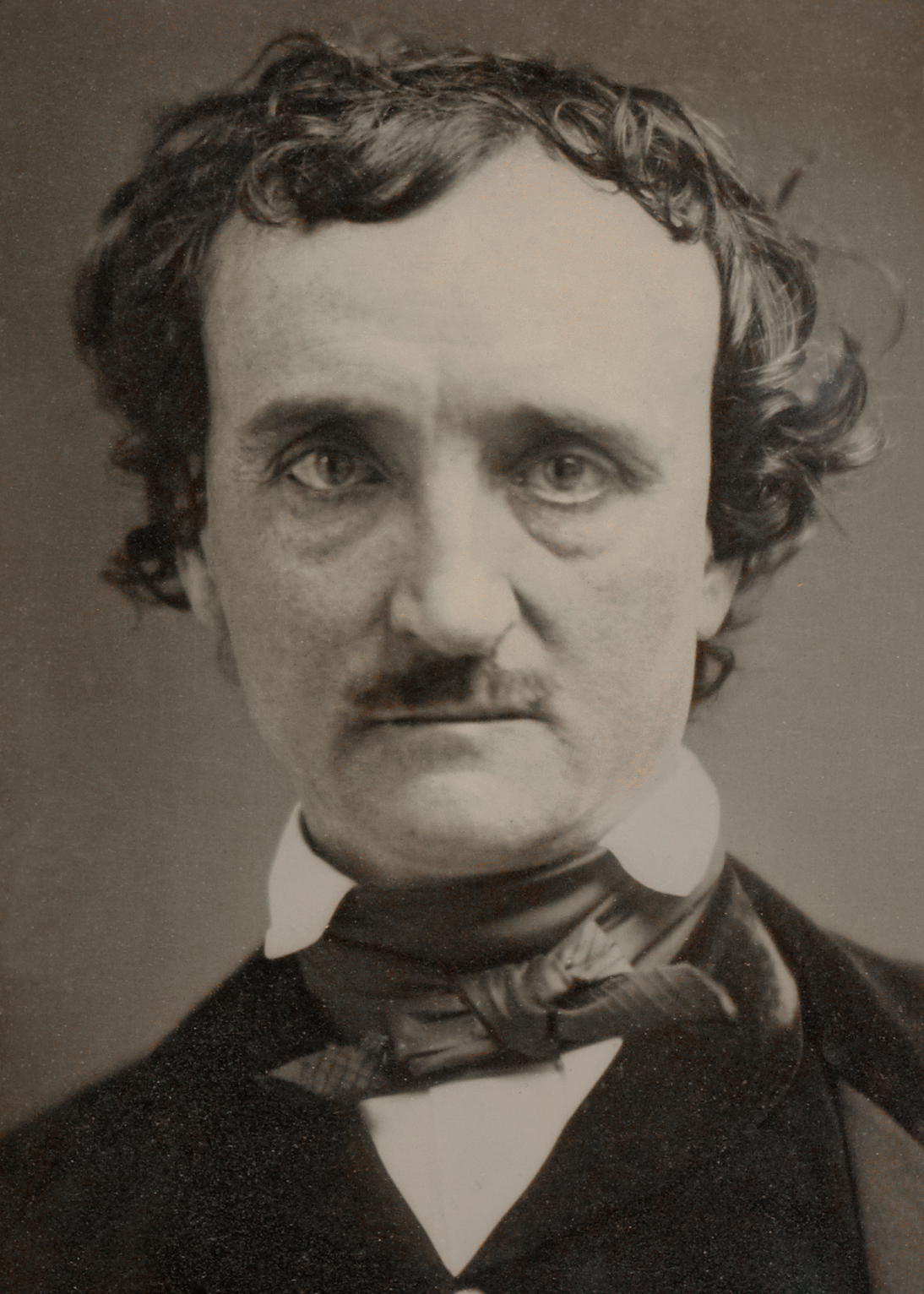
Edgar Allan Poe

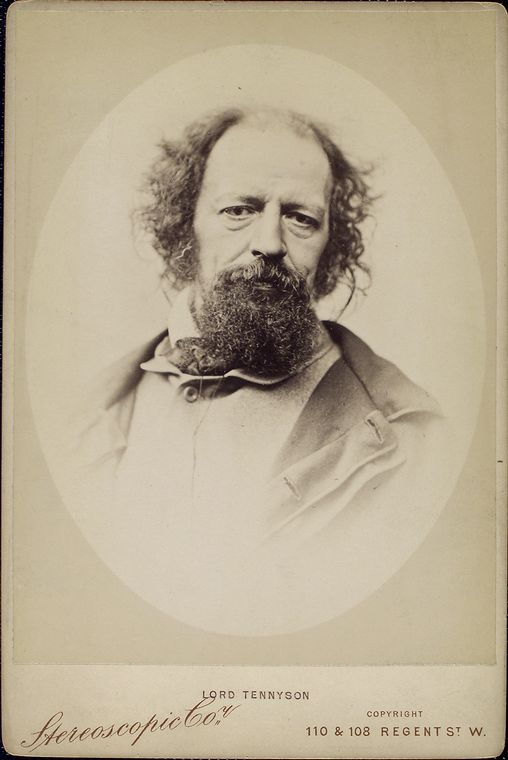
Lord Tennyson

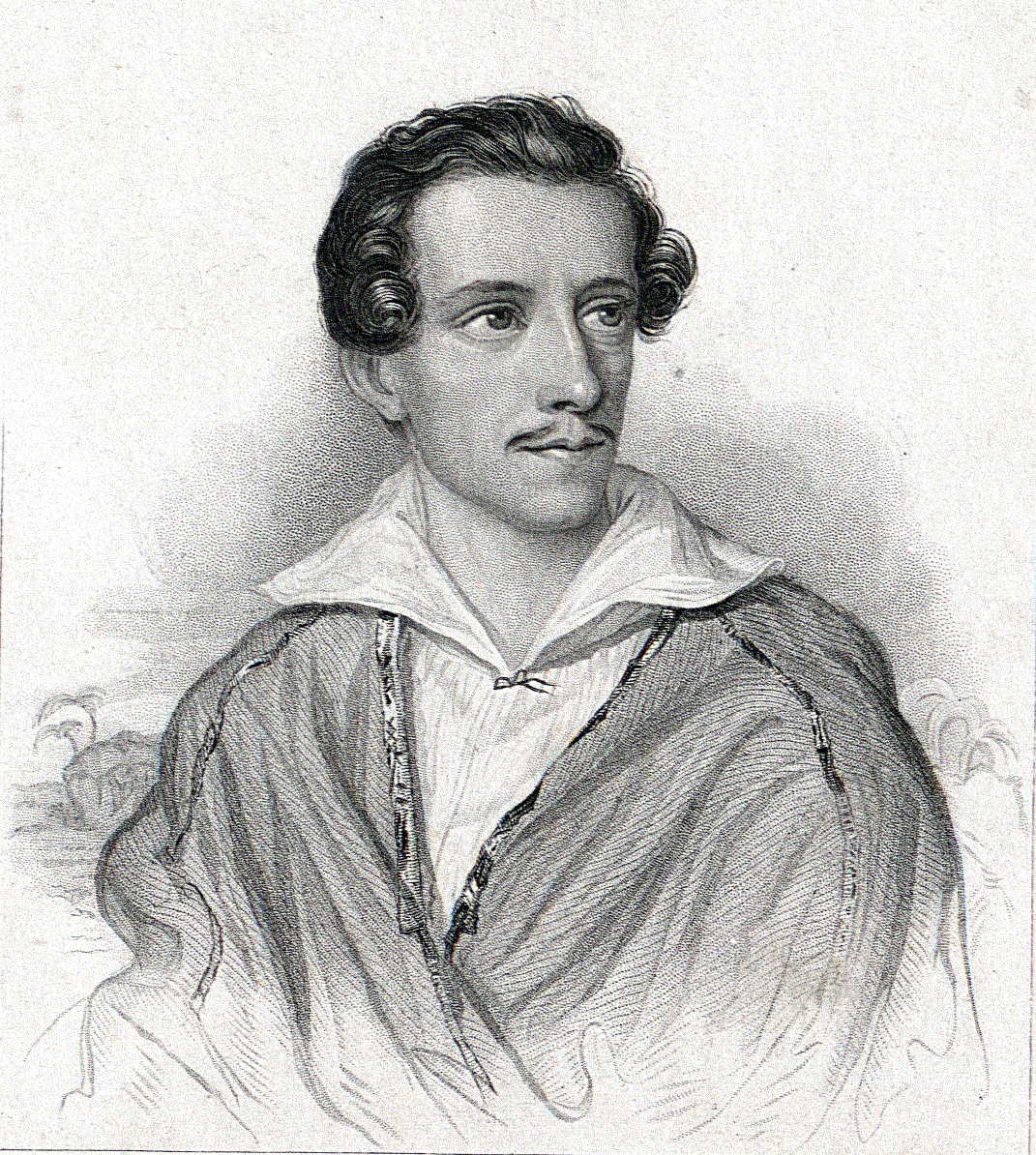
Juliusz Słowacki

- Sikitei Szanba japán szerző Ukijoburo (E világ fürdőháza) cím alatt kiadott humoros elbeszéléseinek első kötete; 1813-ig további három rész jelenik meg.[2]
- Megjelenik August Wilhelm Schlegel 1808-ban Bécsben tartott előadásainak anyaga: Über dramatische Kunst und Literatur (A drámai művészetről és irodalomról). Három kötet, 1809–1811.
- Ivan Andrejevics Krilov orosz költő kiadja La Fontaine hatására írt verses állatmeséinek első kisebb kötetét.

## Születések
- január 19. – Edgar Allan Poe amerikai költő, novellista, szerkesztő és kritikus († 1849)
- április 1. – Nyikolaj Vasziljevics Gogol ukrán származású orosz író, az orosz széppróza és dráma egyik legnagyobb hatású alakja († 1852)
- július 8. – Ljudevit Gaj horvát nyelvész, újságíró, író, a szerbhorvát nyelv egyik "atyja" († 1872)
- augusztus 6. – Alfred Tennyson, az Egyesült Királyság koszorús költője († 1892)
- szeptember 4. – Juliusz Słowacki, a 19. század egyik legnagyobb romantikus lengyel költője, az ún. három bárd egyike († 1849)
- október 15. – Alekszej Vasziljevics Kolcov orosz költő († 1842)

## Halálozások
- augusztus 8. – Ueda Akinari japán tudós, költő és prózaíró (* 1734)
- szeptember 11. – Horányi Elek irodalomtörténész, tudománytörténész, piarista áldozópap, a magyar írók lexikonának (Memoria Hungarorum…) összeállítója (* 1736)
- december 24. – Báróczi Sándor királyi testőr, az ún. testőrírók egyike (* 1735)